# The New Sound Of The True Best
The New Sound of the True Best es un álbum recopilatorio del grupo sueco de hard rock Mustasch. Fue publicado en 2011. El nombre está tomado del EP debut The True Sound of the New West, y contiene una colección de clásicos regrabados de la banda.

## Lista de canciones
1. "Angel's Share" - 3:41
2. "Parasite" - 3:16
3. "Dogwash" - 3:23
4. "Mine" - 3:37
5. "Homophobic/Alcoholic" - 4:08
6. "Double Nature" - 4:40
7. "I Hunt Alone" - 3:52
8. "I'm Frustrated" - 3:58
9. "Black City" - 3:02
10. "Bring Me Everyone" - 3:56
11. "Down in Black" - 2:48
12. "Monday Warrior" - 5:10
13. "6:36" - 5:34

- Datos: Q9086972